# عين غزال (الأردن)

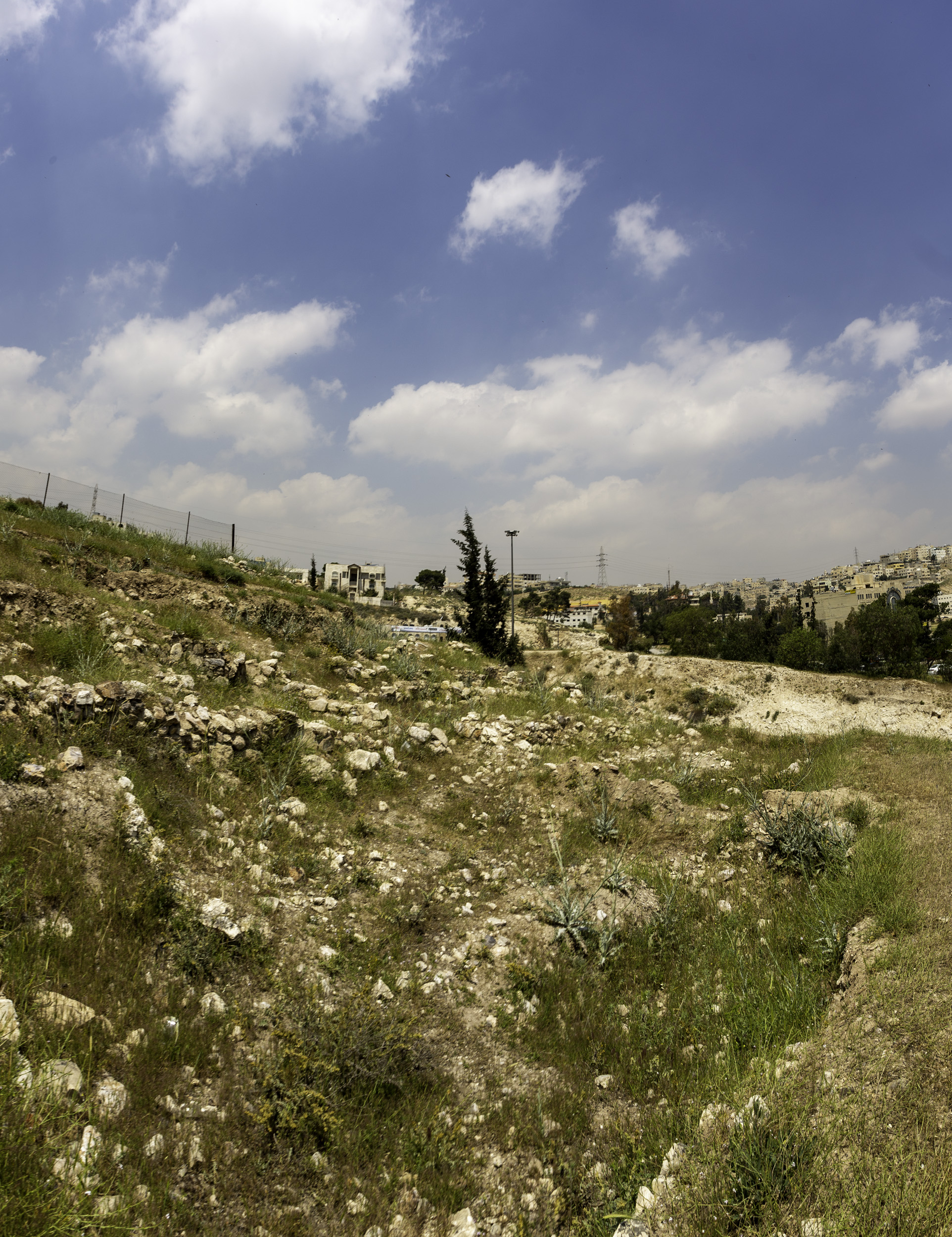
منطقة عين غزال-الأردن

عين غزال موقع أثري يقع في الشمال الشرقي من مدينة عمان على الطريق الرئيسي الذي يربطها مع مدينة الزرقاء. وتم اكتشافه عام 1974 م. من أهم آثار حقبة ما قبل الفخارية 8500-5500 ق م (العصر الحجري الحديث 8500-4500ق. م.)، وكانت بلده مستوطنة زراعيه ورعويه اكتشفت أثناء بناء شارع العام بين الزرقاء وعمان في عام 1972. أثناء عملية شق الطريق، أما الحفريات الرئيسة في الموقع تم اكتشافها عام 1982 م، وكشفت الحفريات الأثرية عن بقايا قرى زراعية تعود بدايتها إلى النصف الثاني من الألف الثامن قبل الميلاد واستمر السكن فيه حتى منتصف الألف الخامس قبل الميلاد (كفافي 1990 : 134). ويرتفع عن سطح البحر 720 متر عن سطح البحر بالإضافة إلى مجاورته لنبع ماء، وموقعه ضمن سلسلة جبال، وكذلك امتداده على جانبي نهر الزرقاء، وقد غطى هذا الموقع مساحة (120) دونما وهذا الموقع مساوٍ لموقع البيضا، ووادي شعيب في الأردن، أبوهريرة في سوريا. ويعد من أكبر مواقع العصر الحجري الحديث في الشرق الأدنى القديم. لقد انتشر البناء في قرية عين غزال حول مجرى وادي الزرقاء، وموقع عين غزال مقسم إلى جزئين: شرق الوادي وغربه، ويمكن تقسيمه إلى ثلاث مناطق أساسية:
- خط الحافة العليا الغربية
- السهل الأوسط ومقسم إلى جزئين (الحقل الزراعي جنوبي، السهل المتدرج)
- السهل الشرقي وهو مجاور لطريق المرور السريع (النمري 2002 :30 - 32).

وتتميز هذه المنطقة أيضا بوفرة النباتات البرية التي تنمو على ضفاف الوادي، بسبب وقوع هذا الموقع على الجانب الغربي لوادي الزرقاء، قرب عين ماء تسمى قالب:عين غزال وبجانب هذا الينبوع تقع القرية . وعين غزال قرية زراعية تعود إلى الألف الثامن قبل الميلاد. ويبدو أن عين غزال بدأت كقرية صغيرة، ما يقرب من 2 هكتار في المنطقة. وساعد على نشوء القرية الظروف البيئية على السماح لأحد النمو السكاني السريع، وبلغ عدد السكان من 600-750 شخص يعيشون معًا في المجتمع المدمج، وفي نهاية MPPNB في جنوب بلاد الشام كان مضطربًا، وكانت هناك اضطرابات حادة في نمط الاستيطان في المنطقة. أدى هذا الاضطراب إلى التخلي عن القرى الزراعية في فلسطين ووادي الأردن. بدأ تحول في هذا الوقت، وهاجر السكان ولجؤوا إلى أماكن أخرى، وربما في كثير من الأحيان في الأردن في المرتفعات، والمؤكد أن بعضهم هاجر إلى عين غزال. خضع عين غزال إلى الانفجار السكاني، والتوسع، ليس فقط على منطقة غرب الرئيسي لنهر الزرقاء، ولكن أيضا عبر الضفة الشرقية، وفي وقت مبكر عاش في عين غزال 2500 نسمة.

## المباني
المباني بنيت في عين غزال من الحجارة غير المشذبة، والمباني جاءت مستطيلة الشكل وبجدران مستقيمة، وقد رصفت الأرضيات ثم قصرت بالجبس المدكوك حد اللمعان، وبعد ذلك تم طلائه باللون الأحمر، وفي عين غزال قد استعملت الخطوط العريضة المتوازية والمتقاطعة أحيانا لتشكل وحدات زخرفية، وتميزت البيوت بطلائها باللونين الأحمر والأسود.ومن المميزات الهامة في عمارة عين غزال الكشف عن مباني ذات طابقين، استعمل الطابق العلوي للمعيشة، السفلي لأغراض الخزن والخدمة. وتجسدت عمارة المعابد لاسيما المعابد الكبيرة منها وذلك لربط في المعنى الطقوس ومحاولة الفصل الداخل عن الخارج وفي ذلك دلالة على الإحساس بالتشكيل الفضائي بالمنهج الفكري لحالة الفصل بين الفعاليات الحياة اليومية والمعتقدات الدينية، وكان الشارع مبلط بالحجارة ومسور وينتهي ببناء معبد، فضلًا عن تلك الفتحات أو الأبواب جانبي الشارع الذي يحتوي على ثلاث درجات تؤدي إلى الساحة العامة المفتوحة، ومن ثم إلى غرف السكن والمعيشة المحيطة بتلك الساحات، وهذا يجسد طبيعة العلاقات الاجتماعية والصلة بين العام والخاص وليتداخل بينهما.وكانت الأدوات الحجرية المستخدمة في بلاد الشام هي الأدوات الصوانية، إلا أن غرض استعمالها قد اختلف من موقع إلى آخر، فنجد أدوات الصيد كانت الأقل استخداما في عين غزال، وأدوات القشط والمخارز والمجارش والأواني هي الأكثر نسبة بين الأدوات المستعملة، فقد كشف التنقيب في عين غزال عن أدوات وأواني فخارية بتتابع زمني في عملية التطور لهذا النوع من النتاج الحضاري وهذا يدل على الاستمرار في السكن من دون انقطاع في هذه القرى الزراعية . يتميز موقع عين غزال بالتماثيل البشرية، وهي عبارة عن مجموعتين من التماثيل البشرية تعد من التماثيل النادرة في المنطقة، كما وجدت دمى طينية حيوانية تمثل الحيوانات السائدة، غرزت بعضها قطع صوانية، في الرقبة والقلب والخصر. وقد دفن إنسان عين غزال موتاه تحت أرضيات البيوت، في وضعية القرفصاء، ونزع الجمجمة عن الجسد، وجسدها بان طلاها بالجص، ودفنها في مجموعات في مدافن خاصة .

## تاريخ البحث الأثري

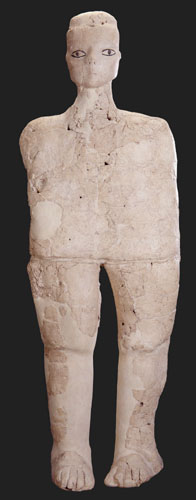
'تمثال طيني من عين الغزال

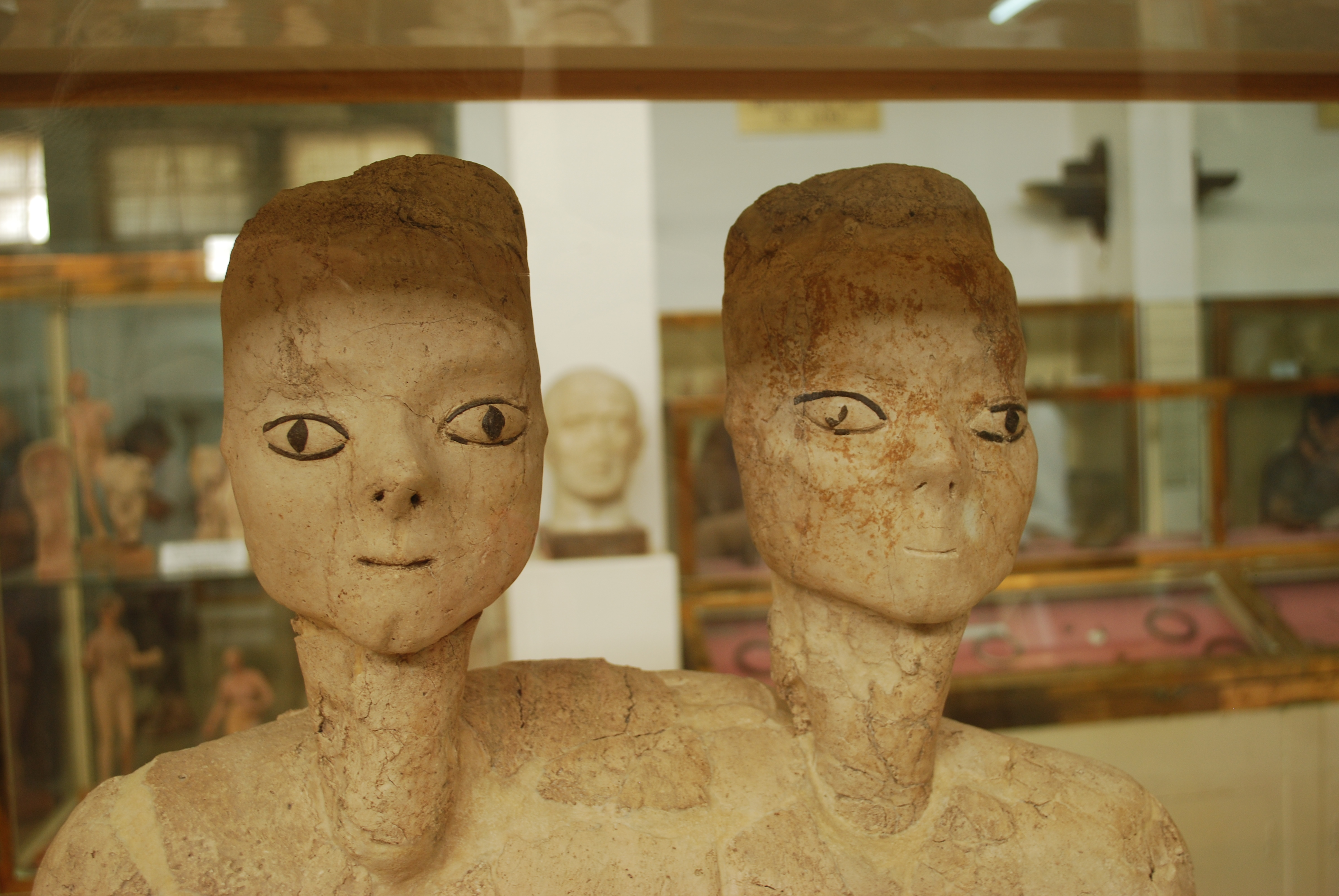
صورة مقربة لأحد التماثيل ذات الرأسيين، توضح الصورة طريقة نقش الوجبه و تفاصيل العيون

لقد أدى شق الطريق للمرور السريع بين عمان والزرقاء إلى الكشف عن قرية عين غزال الزراعية، التي تأثرت كثيرًا بسبب شق طريق والحفر في الكثير من مخلفاتها في عام 1974. وفي عام 1982 م حيث بدأت الاكتشافات والنقيبات الإنقاذية برئاسة غاري رولفسون من المركز للأبحاث الشرقية، والأثري الأمريكي ليوناردو من جامعة ميسوري – كولومبيا، وهذه النقيبات كشفت عن عين غزال الأثرية التي تعود للعصر الحجري الحديث، أي إلى منتصف الألف الثامن قبل الميلاد. شارك في اكتشافات عين غزال كل من دائرة الآثار العامة الأردنية، جامعة اليرموك/معهد الآثار والانثروبولوجيا، وقد مثلها الدكتور زيدان كفافي، جامعة سان ديبغو ومثلها غاري رولفسون، وجامعة نيفادا ومثلها آلن سيمونز، ومشاركة أصدقاء عين غزال في ألمانيا حيث جمعوا التبرعات لتدعيم نشاطات التنقيب، وأقيم متحف يضم الكثير من النتاج الحضاري للقرية، وقد أسفرت تنقيبات المواسم العشرة التي أقيمت فيها إلى اكتشاف الموقع الذي يعود للعصر الحجري الحديث بوصفه أغنى مواقع العصر الحجري الحديث ما قبل الفخاري (ب) (ج) وقد سكنت القرية دون انقطاع ، وتم حفرها من قبل غاري Rollefson وفريقه على مدى ستة مواسم ، واحدة من المسح في عام 1987), أعمال التنقيب في موقع كان في المقام الأول مهمة إنقاذ محتملة ضد تدميرها الذي أحل بالموقع. كان من الصعب على فريق، على الرغم من هذه الحقيقة، وأنهم كانوا قادرين على الحصول على معلومات مثيرة للاهتمام، والإسهام في الفهم العام للثقافة ما قبل الفخار في العصر الحجري الحديث المشرق العربي .

## العصر الحجري الحديث ما قبل الفخاري (ب)
أن الفترة الواقعة بين حوالي 7500 – 6000 قبل الميلاد شهدت زيادة عالية في عدد المواقع الأثرية والتي انتشرت فوق مساحة كبيرة من الفترة السابقة. وهذا يعني ان الناس قد سكنوا في بيئات جغرافية متعددة، مما يعني أنهم قد سيطروا سيطرة كاملة على البيئة المحيطة بهم، وتجدر الإشارة إلى أن بلاد الشام قد شهدت تدجين الحيوانات في هذه المرحلة، بالإضافة للزراعة والصيد، وأن تدجين الحيوانات لا يعني الاستفادة من لحوم الحيوانات وإنما أيضًا مما تنتجه، كما في نهاية الألف السابع أخذ الناس يرعون الحيوانات المدجنة، كما أن القرى الزراعية قد اختلفت مساحتها وطبيعتها أيضًا، ولنضرب مثالًا على موقع عين غزال. حيث بدأ على شكل قرية صغيرة لا تتعدى مساحتها 2.5 هكتار في حوالي 7250 ق.م، ولكنها تطورت ونمت وزاد عدد سكانها؛ إذ بلغت مساحتها في حوالي 6000 ق.م حوالي 14 – 15 هكتارا وتراوح عدد سكانها بين 2000 – 3000 نسمة، وأن المكتشفات التي ترجع إلى هذه الفترة متنوعة وكثيرة ومتطورة  تميزت هذه الفترة بتطور وسائل المعيشة والإنتاج، حيث عاش الإنسان حياة الاستقرار، وبدأ بقيام القرى الزراعية وتدجين الحيوانات، وتغيرت أنماط العمارة والأدوات .

### العمارة
تميزت العمارة في الفترة العصر الحجري الحديث ما قبل الفخاري «ب» بأن البيوت مستطيلة الشكل وذات أرضيات المقصورة في الغالب، كانت المساكن مبنية بشكل مستطيل في هذه المرحلة، إلا ان الإنسان استمر في تشييد المساكن الدائرية له في بعض الوقت، جنبًا إلى البيوت المستطيلة، وتعد المساكن الدائرية المكتشفة بعين غزال، فقد كشف عن مسكنين دائريين شيدا من الحجارة الغفل ودوي الأرضيات جصية التي رممت حوالي 8 مرات، وعثر في المسكن على حنية حجرية، وفي وسط الأرضية عثر على حفرة دعمت جدرانها الداخلية بالحجارة وتؤدي إليها القنوات المشيدة بالحجارة، ويعتقد أنها ذات وظيفة دينية، واستخدموا لمختلف مواد البناء المتوفرة بالبيئة المحلية، واستخدموا الحجارة الكبيرة في تشييد مساكنهم في معظم مواقع العصر الحديث فبل الفخاري . وقد استفادوا من الأشجار المعمرة لتكون لها وظيفة قوية لدعم سطح المنزل. إن المساكن كانت تحتلها عائلة واحدة وحدات من الآباء والأبناء غير المتزوجين، وهي صيغة شائعة في المجتمعات الزراعية الإقامة الحالية. وتراكمها من المنازل في MPPNB يوحي بأن هذه العائلات كانت مستقلة من حيث الإنتاج والاستهلاك الاقتصادي. في أوقات النقص، كان يتم تقسيم الإنتاج وذلك بسبب دخول جماعات جديدة من الخارج لعين غزال، لذا يعد استخدام في هذه المرحلة للعصر الحجري الحديث قبل الفخاري " ب: على استمرار التقنية المعمارية في الفترات السابقة، عثر على أبنية دائرية الشكل في المنطقة الشمالية، ولوحظ بأنه تم ترميم الأرضية المكلسة، وكشفت التنقيبات عن مباني دائرية وجدران حجرية احتوت على أرضيات ومواقد وحفر استخدمت للأعمدة التي تحمل السقف (، إن سكان عين غزال عملوا خلال هذه الفترة على تسوية المنحدر الغربي المطل على وادي الزرقاء على شكل مصاطب وذلك لملاءمة عملية البناء، والمجمعات السكنية مكونة من غرفتين مستطيلتين الشكل مبنيتين باتجاه شرق – غرب، وتراوحت مساحتها بين 10 – 25 م مربع، ويتكون البيت من غرفة مستطيلة الشكل يُدخل إليها بواسطة مدخل في إحدى جوانبها ويدخل بواسطتها إلى ممر ومن ثم إلى داخل إلى غرفة أخرى، ويطلق عليها هذه البيوت اسم (بالإنجليزية: Pire House)‏ وهو نوع من البيوت مشابهة للبيوت الفلسطينية مثل أريحا. وبنيت البيوت من الحجارة الدش والغفل، والبيوت من الداخل مقصورة بطبقة الناعمة، وأما أرضيات البيوت جاءت مقصورة، ومكونة من طبقتين، السفلى من الحجارة والملاط الجيري، ثم أضيفت إليها في الطبقة العليا مكونة من القصارة الناعمة لها لمعان. وزخرفت أرضيات البيوت بطلاء احمر، أما البيوت المؤرخة لنهاية الألف الثامن وبداية الألف السابع ق. م، جاءت عفوية.
ويعد موقع عين غزال من مواقع هذه الفترة التي تميزت بعمارتها، بالمباني المستطيلة الشكل، ذات الأرضيات المقصورة والمدهونة أحيانًا، وكذلك أبنية عين غزال مبنية من الحجارة الغفل والدبش المقصورة القصارة الناعمة، المزخرفة أحيانا بالدهان المصنوع من الصبغة الحمراء، وتراوحت مساحة الغرفة في الموقع ما بين 10 – 25 م. وكانت المباني الشائعة في هذا الموقع هي تلك المباني المكونة من غرفة مستطيلة ذات مداخل تؤدي إلى ردهة .
أما خلال المرحلة الثانية من العصر الحجري ما قبل الفخاري (ب) حوالي 7200 – 6500 ق. م فقد استمرت البيوت المربعة والمستطيلة الشكل بالإضافة إلى استمرار ظهور البيوت المستديرة الشكل (دائرية أو اهليجية) وجاءت أفضل الأمثلة على عين غزال، حيث عثر على غرف مستطيلة الشكل مبنية من الحجارة الجيرية غير المشذبة وأرضياتها مقصورة ومدهونة باللون الأحمر. وكانت مساحة الغرفة تكبر وتصغر وذلك بتعديل مكان الجدران في الغرفة. وجاءت الغرف مبنية بشكل متلاصق مع بعضها البعض. كما بني في وسط كل منهما وفي مكان يقابل الباب تمامًا موقدة. وكانت النشاطات اليومية بالإضافة إلى التخزين المواد تتم داخل الغرفة الواحدة.ويظهر من النسيج العمراني في هذه الفترة التلاحم العائلي. ترسخ النظام بشكل أفضل في المراحل اللاحقة (حوالي 6500 – 6000 ق. م) حيث جاءت البيوت مكونة من طابقين، ولأن الغرف في الطابق السفلي جاءت صغيرة ولا تصلح للسكنى وقد اقترح انهال استخدمت لأغراض التخزين وبني فوقها طابق ثان ، وقد عثر على:
- مباني الخاصة:

كشفت النقيبات عن مساكن مستطيلة الشكل في المنطقة الوسطى والشمالية والغربية. وتكونت من غرفتين أو ثلاث شيدت بحجارة غير مشذبة حول محور شرق – غرب، وتراوحت مساحة الغرفة الواحدة بين 10 – 25 م، وطليت الأرضيات الجصية والجدران أحيانا باللون الأحمر أو البني، وتتميز مباني بأنها تعرضت للتوسيع والتصغير حسب الحاجة، اشتملت كل غرفة على موقدة النار مغروزة داخل الأرضية .وعثر على
- مباني تخص المشاغل:

يتميز بوجود تنوع في الصناعات التي مارسها الإنسان سواء بما ابتكره من صناعات جديدة أو بما طوروه من صناعات ورثها عن أسلافه. وتطور في صناعة التماثيل الفنية وهي ذات تقنية عالية تشير إلى التخصص المهني لصانعها وأيضا على التطور الاقتصادي في مجالات الزراعة والتدجين والتجارة. وكشفت التنقيبات في المنطقة الجنوبية على مباني ترجع لفترة العصر الحجري الحديث قبل الفخاري ب، ج، إذ كشفت التنقيبات عن مبنى مستطيل الشكل، يتألف من مجموعة من الغرف الصغيرة المبنية حول ممر ضيق، ولها ارضيات مطلية بالجص ومدهونة باللون الأحمر، وكشفت التنقيبات عن ثلاثة غرف صغيرة المساحة (2 * 2 م) متجاورة تفتح مداخلها على ساحة واسعة في الشمال، وقد عثر في داخل إحدى الغرف على آنية تخزين من الطين المجفف، وتعود هذه الغرف إلى فترة العصر الحجري الحديث قبل الفخاري «ب»
- مناطق الخزن البسيطة:

وهي غرف صغيرة تابعة لأحد البيوت استخدمت لخزن المحاصيل الزراعية، وترصد بعض مناطق التخزين في عين غزال التي عثر عليها في كوة استخدمت كمكان للتخزين في مرحلة لاحقة بعد إعادة تنظيم الغرفة . وهناك دلائل واضحة على أن التغيرات الاجتماعية والثقافية قد وضعت تغييرات رئيسية في البنية الاجتماعية، وخاصة في الأشكال المعمارية. ظهر التخصص الاقتصادي لبعض الأفراد في جميع أنحاء MPPNB(
http://menic.utexas.edu/ghazal/intro/int.ht) كشفت التنقيبات في المنطقة الشمالية عن مبنيين دائريين يعتقد المنقب «كفافي رولفسون» بأن استخدامهما كان لغايات غير سكنية، ووجود على العديد من المباني الدينية في المنطقة الشرقية .

### الأدوات
تم العثور على أنواع متعددة من الأدوات الصوانية، والأدوات المصنوعة من الأوبسديان، ومن البازلت، ومن العجينة البيضاء، الحجر الجيري، العظام., وهذه الأدوات جاءت لكي تتناسب مع متطلبات الحياة اليومية، والتي تعتمد على الزراعة كمصدر غذائي بالإضافة للصيد والرعي. أما مجموعة الأدوات الصوانية جاءت من رؤوس سهام وشفرات والمناجل والمناقيش ومثقاب ورؤوس رماح والمسننات والفؤوس والمجارف والأزاميل . وتم العثور في عين غزال على العديد من الشفرات والسكاكين المصنوعة من الأوبسديان، وإضافة إلى الأدوات المصنوعة من العظام، فقد عثر في بيوت عين غزال على حصيرة منسوجة فوق أرضية إحدى البيوت، وكانت تالفة 

### الفنون

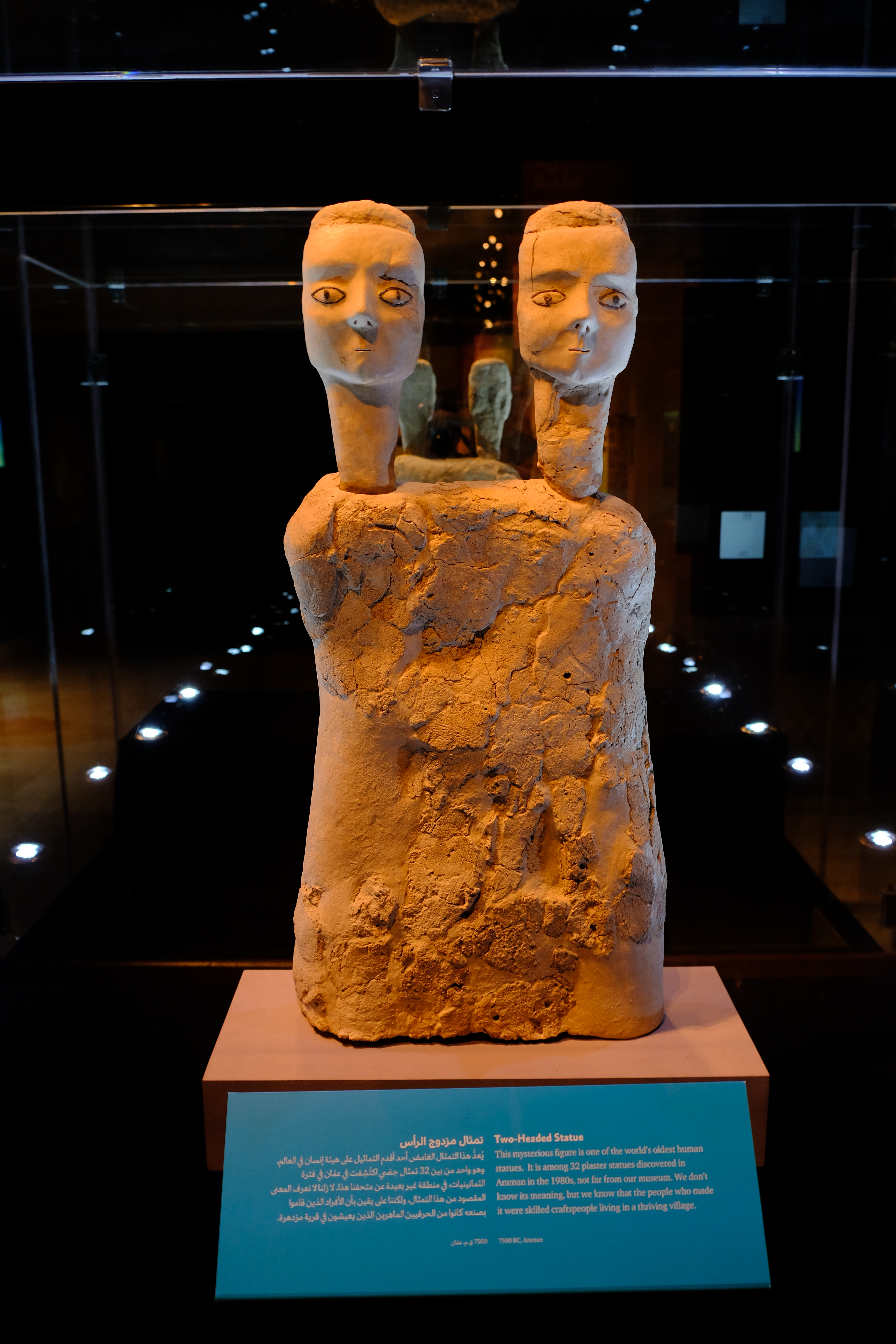
أحد القطع الأثرية الموجودة في المتحف-عين غزال. حيث تمثل هذه القطعة أحد التماثيل ذات الرأسيين المحفورة يدويا.

خلال أواسط الألف السابع ق. م جاءت الشواهد محدودة لتؤكد على وجود اتجاه حقيقي لزخرفة أرضيات المنزل من خلال بعض نماذج الزخرفة التي وجدت على الأرضيات، الأمر الذي يدل على أنها قد تلقت عناية ملحوظة في الزخرفة، فالأحمر طغى على بقية الألوان. حيث كشف عن بعض الأرضيات وقد غطيت تمامًا، إلى جانب انه اللون الذي ساد بعض نماذج الزخرفة الواضحة، فعلى أرضيات أحد المساكن المؤرخة إلى المرحلة الوسطى من هذا العصر ظهر نموذج زخرفة أو طلاء بالإصبع، وهو عبارة عن زخرفة الأرضية بواسطة مقادير واضحة من الطلاء الذي نفذ بواسطة أصابع اليد، وهناك نماذج متكررة من عدة أماكن على أرضية المسكن ، ,ظهرت أعداد كبيرة من الدمى والتماثيل الآدمية والحيوانية وتنوعت خاماتها، وطرق تشكيلها، ولو نظرنا إلى بعض دمى الثيران التي عثر عليها لوجدنا أن الفنان قد غرس في أجزاء متعددة من جسدها أنصالًا صوانية، وهذا دليل أنهم كانوا يضحون بهم .عثر في عين غزال على مخبأين للتماثيل جصية مدفونة تحت أرضية المنازل المهجورة. تماثيل كانت قد وضعت بعناية واضحة في حفر لغرض التخلص منها، وكانت عمومًا توضع في اتجاه الشرق والغرب.. التماثيل كلها مجسم وإما أن تكون كاملة أو التماثيل النصفية. كانوا جميعًا في حالة جيدة من الحفظ، تماثيل مصنوعة من الجص، والذي تم استخدامه لتغطية الجدران والأرضيات من الهياكل المحلية في منطقة عين غزال، وأيضا في علاج جماجم الموتى. وكلها في حجم كبير (35-100 سم). الأعضاء التناسلية للشخصيات غائبة بشكل منهجي، باستثناء إمكانية سوأه ممثلة في واحدة من التماثيل. الثديين أحيانا تظهر، كل وجوه التماثيل يحمل نفس التركيز على العينين. عيون واسعة بشكل غير متناسب، حوالي ضعف حجم الأنف وعدة مرات أكبر من الفم والتي يبدو أنها تشير إلى وجود اتجاه نحو التوحيد. تماثيل في المخبأ الأول طبيعي أكثر من تلك التي للثاني. فهي تمثل مع الأسلحة، والجسم تتمثل أكثر منحني الأضلاع، وتباينت المواقف من علاج الجسم ووضعيته على التماثيل من المخبأ الثاني. استخدام الطلاء هو أكثر انتشارًا على التماثيل من المخبأ الأول من التركيز على تلك التي من الثانية. تماثيل من مخبأ الثانية هي أكبر وأكثر الزاوي، والأسلحة فهي مستثناة. مقدمة من اثنين من التماثيل النصفية التي ترأسها حدث في المخبأ الثاني. وملامح وجهه أكثر القياسية على التماثيل من المخبأ الثاني.. دفن التماثيل هو أيضا على غرار الطريقة التي عين غزال من الناس يدفنوا موتاهم .
ويلاحظ بان التماثيل التي وجدت عيونها تشبه عيون الغزال من الناحيه الجماليه.

### عادات الدفن
جاءت عادات الدفن في بلاد الشام أن الشخص المتوفي يدفن تحت أرضيات البيوت، عند مصطبة الباب في حفرة صغيرة ثم يوضع الميت لفترة حتى يتآكل ويفنى لحمة، ومن ثم يفتح مرة أخرى عليه لفصل الرأس عن الجسد، وكان الميت يوضع على أحد جانبية، أو بشكل قرفصائي، فقد عثر في عين غزال على مرفقات جنائزية من الخرز مصنوع من الحجارة أو شفرة أو شفرتين من الصوان، وعثر على امرأة بداخلها عقد مكون من ثلاثين خرزة مصنوعة من عظام الحيوانات، وهناك جثث عثر عليها في منطقة النفايات وبشكل ممدد والهياكل العظمية محتفظة بالجثث، أما الأطفال قد دفنوا مع البالغين في المدفن نفسه، وهياكل الأطفال احتفظت بجثثها، وجاءت بعض الجماجم المفصولة مطلية بطبقة من القصارة، واستعيض عن العيون بأصداف بحرية في بعض الأحيان أو مثلت بخطوط سوداء اللون. وربما تكون تقديس للأسلاف أو قد تمثل ناحية عقائدية. . وعادات الدفن في عين غزال هناك مثالين : الحالة الأولى لشخص وجد مقتولا وعظامه مقطعة وبداخل جمجمته قطعة صوانية، وعثر عليها في المنطقة الشرقية، هذا دليل على وجود حالات عنف بين أفراد المجتمع إبان ذلك الوقت وبين المجتمعات المختلفة. الحالة الثانية : لمتوفى عثر عليه مدفون داخل القمامة في المنطقة المركزية في الموقع. وهذا يدل على أن القيمة الاجتماعية للمتوفى لم تكن عالية مما يدلل على وجود طبقات اجتماعية أو تنوع طبقي داخل المجتمع الواحد  وكانت عادات الدفن تتم في معظم الأحيان تحت أرضيات البيوت، وتأخذ الجثث بشكل قرفصائي حيث يتم تآكل لحمها، ثم يفتح القبر، ويتم فك الجمجمة عن الجثة، وقد دفنت بعضها تحت عتبات المنازل، وكان بعضها مغطى بطبقة من القصارة، ووضعت الأصداف مكان العين. فقد حدث بهذه الفترة تطور ملحوظ في الذوق الفني عند الإنسان الذي مارس الفنون، والشعائر الدينية ، إن عملية التجديد أو تشكيل قصارة الأرضيات قد ساهمت فيها عادات الدفن التي شاعت خلال هذه المرحلة، فدفن المتوفيين تحت أرضيات المنازل واستخدم لتغطية الحفر الدفن بواسطة طبقة من القصارة التي كانت تلصق مؤقتًا لحين يبلى الجسد ويتحلل، لإزالة جمجمة المتوفي فإن طبقة القصارة عادة تزال، أما حفرة الدفن إما أن يصار إليها بطبقة من القصارة، أو يتم تشكيل أرضية جديدة تمامًا للمنزل، ففي إحدى غرف السكن تم العثور على أغطية من القصارة الجيرية كانت تغطي سبعة حفر دفن احتوت على سبعة أشخاص ومجموعة من ثلاثة جماجم، وفي المنطقة الشمالية حيث كشف عن بقايا أرضية من القصارة الجيرية تعود لغرف كبيرة الحجم يبلغ طولها تقريبًا (5 م)،
وقد طليت الأرضية بصبغة الأحمر، وان هذه طبقة أقيمت مباشرة على طبقة TERRA – ROSA الحمراء 
وهناك ثلاثة أنواع «مختلفة» من المدافن :
"الشعب" الخاصة. على الرغم من أنها كانت تعتبر "الدفن نموذجية" لMPPNB، أن الشعب يدفن تحت أرضية منزل ". وخير مثال على هذا هو الوضع بالنسبة للمنزل، حيث لا يزال 12 فردا تم العثور تحت الأرضيات، حيث ان المنزل استمر استيطانه لنحو 400 سنة. خلال هذه الفترة من الزمن، لا تزال مدرجة ضمن أربعة جماجم ذلك المجموعة الثانية تتألف من أشخاص من أعضاء تلك الأسر التي لم تكن مدفونة تحت أرضيات المنازل وثالثة هي طريقة التخلص من "دفن القمامة". وشملت هذه يدفن دائما على جمجمة سليمة مع الهيكل العظمي، ووجود النفايات في الدفن، فضلا عن مواقف من الهياكل العظمية، تشير إلى أن هؤلاء الناس تلقى الاحترام على الأقل من كل في الموت، وهذا انعكاس ممكن من وضعهم الاجتماعي عندما كانوا على قيد الحياة. إذا أردت أن تكون مدفونة تحت منزل كان إشارة للتفرقة الاجتماعية. جميع المدافن subfloor كانت مقطوعة الرأس في الشعور بأن الهيئة وضعت تحت الأرض، وبعد مرور فترة زمنية أعيد فتح من أجل إزالة الرأس، وترك الفك السفلي وراءها.أما المرفقات الجنائزية فقد كانت قليلة في هذه الفترة، اقتصرت على الخرز المصنوع من الحجارة، أو على شفرة أو شفرتين من الصوان، وتم العثور على قبر لامرأة في موقع عين غزال، يحتوي على ثلاثة خرزات، مصنوعة من عظام الحيوانات.

## العصر الحجري الحديث ما قبل الفخار (ج)

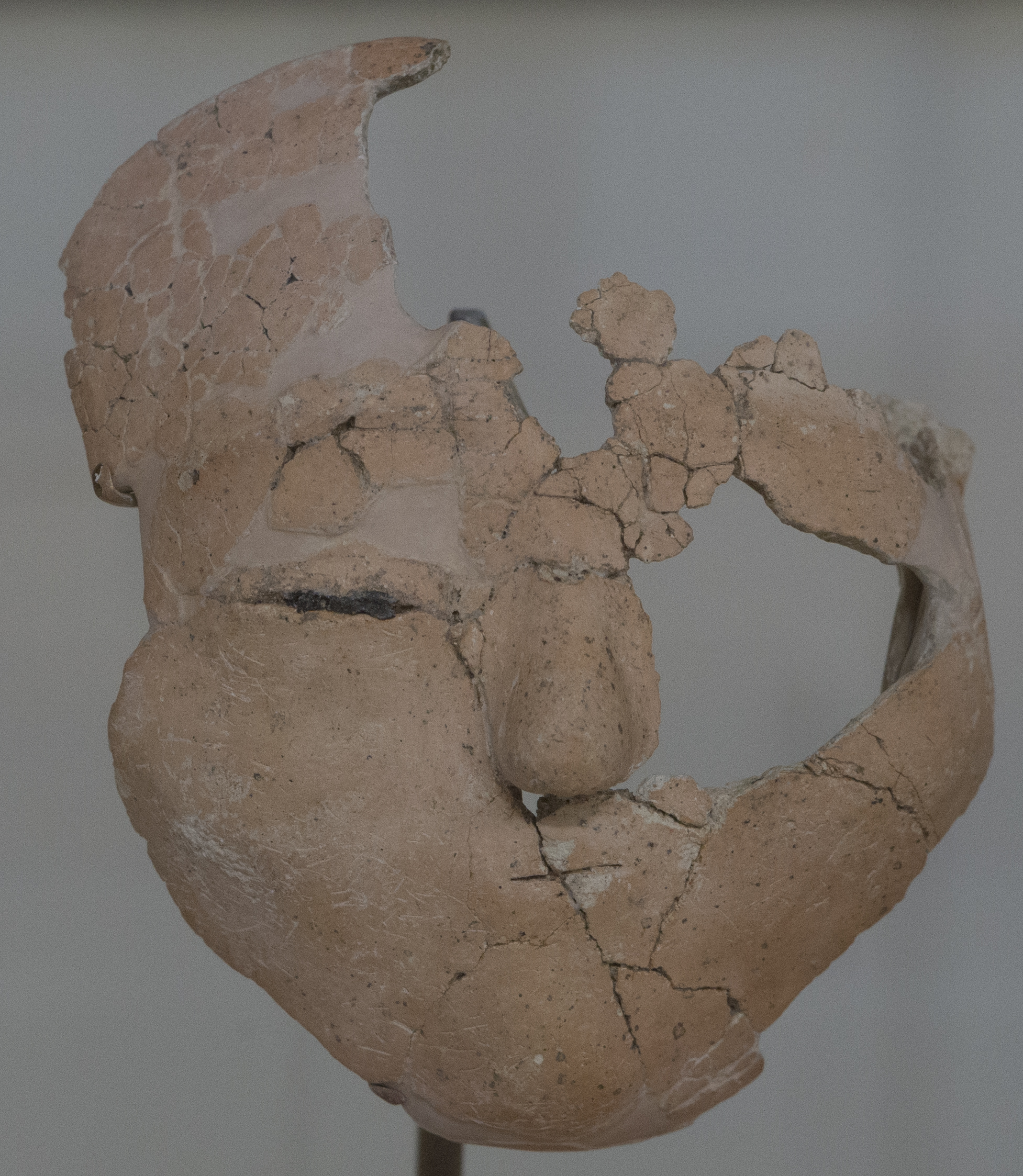
تمثال لأحد ثلاثة وجوه من الجبس على غرار جماجم بشرية، وقد تشير هذه الجماجم المزخرفة إلى عبادة السلف.(موجود في عين غزل - عمان 1985. العصر الحجري الحديث قبل الفخار ، 6500 قبل الميلاد)

إن الفترة الواقعة بين حوالي 6500 – 5500 ق.م تخبرنا بأن بعض المواقع قد هجرت نتيجة لتحولات مناخية، فوجد الإنسان نفسه مجبرًا على الهجرة. إلا بعض الموقع لم تهجر ومنها عين غزال ووادي شعيب، قد استمرت مأهولة (ص 155), أطق عليها كل من رولفسون، آلن سيمونز استنادًا لنتائج حفرية عين غزال (ج) (كفافي 1990 : 156) فمن المرجح أن التخصص الاقتصادي نشأ بين بعض العائلات في كل النسب أو العشيرة في المجتمع، مع بعض العائلات الباقية المزارعين المتفرغين في حين أن غيرها من الأسر ذات الصلة أصبح اعتمادها على رعي الأغنام والماعز إلى أن وصل هذا التخصص الاقتصادي النقطة التي أصبحت القطاعات الزراعية والرعوية للاقتصاد الكفاف معزولة تمامًا، على الرغم من التبادلات الموسمية من السلع الزراعية والرعوية (http://menic.utexas.edu/ghazal/intro/int.ht)

### العمارة
العمارة في مرحلة العصر الحجري الحديث ما قبل الفخاري (ج) جاءت الأرضيات على شكل خطوط متقاطعة أو متوازية، وعثر في أرضيات البيوت على مواقد نارية ومصاطب مرتفعة، وتم التعرف على حفرة صغيرة استخدمت كوضع أساسات لرفع السقف، وما يميز عمارة عين غزال هو عملية إعادة البناء والتنظيم الداخلي لها (إعادة ترميم)، إما لتصغيرها أو تكبيرها. جاءت البيوت مكونة من مجموعة من الغرف الصغيرة المبنية حول ممر ضيق، وأرضياتها مقصورة ومدهونة أحيانًا باللون الأحمر .في هذه الفترة عثر في عين غزال على نوع جديد من المباني أطلق عليها اسم (Corridor building) وهذه تتكون من أكثر من طابق، السفلي مكون من عدة غرف صغيرة المساحة تصطف حول ممر ضيق، وهذه ربما استخدمت للتخزين أو بنيت لترفع طوابق أخرى علوية وعثر في عين غزال على طبقة قصارة الأرضيات جاءت سيئة على الرغم من جودتها في الفترات السابقة (كفافي 2005 : 157)، في بعض الأحيان كانت أرضيات هذه الغرف مقصورة ومدهونة باللون الأحمر حيث عثر على هذه الطرز في عين غزال في المنطقة الجنوبية (النهار 1993 : 11)، خلال المرحلة المتأخرة من العصر الحجري الحديث المبكر الثاني "LPPNB " حوالي (6500 – 6000 ق. م). كونت أرضيات القصارة الجيرية عنصرًا معماريًا ثابتًا في عمارة عين غزال وأن هذه الأرضيات ضاهت أرضيات المرحلة السابقة من حيث التقنية، وأعيد تجديدها إلا أن أرضيات المرحلة الوسطى تميزت بالزخرفة. وقد خضعت مباني هذه المرحلة لعملية إعادة تجديد قصارة أرضياتها وتم التعرف على أقل من أرضيتين أو ثلاث أرضيات مشكلة من القصارة الجيرية ومدهونة بالأحمر، وتشير الشواهد أنه يعود لفترة للعصر الحجري الحديث المبكر الثاني وقد أعيد استخدام هذه الأرضيات خلال الفترة اللاحقة (ج).
```
[
30
]
.
```

وهذه المرحلة قدمت شواهد حول ما يمكن تسميتها : (بالعمارة الدينية) وبرزت العمارة الدينية خاصة في هذه المرحلة وعلى الرغم من أن الشواهد تؤكد وجود هذه الناحية في الحياة اليومية لسكان عين غزال فقد غطت مخلفات هذه المرحلة المنطقتين الشمالية والشرقية من الموقع، وفي المنطقة الشمالية تم الكشف عن ثلاثة غرف صغيرة تعود إلى المرحلة المتأخرة من العصر الحجري الحديث المبكر الثاني، فغرف هذه الفترة هي حجرات صغيرة يبلغ قطرها (2 *2 م)وهي ذات مداخل (النهار 1993 : 27) تتبعها في بعض عتبات مشكلة من قصارة الأرضيات الجيرية نفسها، وهذه المداخل تفتح على غرفة واحدة غرف باتجاه الشمالي ويمتد قرابة (7.4 م) باتجاه شمال – جنوب، و (9.5 م) اشتملت أرضيات هذه الغرف على قصارة جيرية ذات جودة عالية، وقد طليت بالصبغة الحمراء، حيث كانت الأرضيات مشكلة من مادة القصارة الجيرية، وتشير الشواهد إلى أنه قد خضع للتجديد والتعديل أثناء فترة استخدامه، والأمر المثير هو العثور في الغرفتين على كميات كبيرة من العدس والبازيلا المتفحمة، وهذه المبنى يرجع إلى الألف السابع قبل الميلاد Rollefson and kafai 1994 16)). تعد مواقد أرضيات مساكن عين غزال من سمات هذه المرحلة، حيث يتم العثور في كل منزل على موقدة واحدة على الأقل، وكانت المواقد تشكل مع الأرضية، وهي تمثل عنصرًا أصيلًا في أرضيات المساكن. جاءت المواقد بشكلها العام على شكل انخفاض ضحل يأخذ شكل الزبدية بعمق، تحت مستوى سطح أرضيات المنزل وبأحجام مختلفة حيث تأخذ منها شكل هندسي متوسطة الغرفة المعيشة لضمان توزيع متساوي للدفء والإضاءة، حواف الموقد جاءت بارزة إذ ترتفع سنتيمترات عن مستوى سطح الأرضية، وكانت الموقدة شكلت من المادة نفسها التي شكلت منها الأرضية من مادة القصارة الجيرية، وفي حالات قليلة قد شكلت حوافه من مادة الطين، والحجارة غطيت بطبقة من القصارة الجيرية، وقد خضعت المواقد في عين غزال لعمليات التجديد، وفي بعض الأحيان لوحظ وجود أكثر من ثلاثة مواقد في المكان نفسه في غرفة واحدة مركبة فوق بعضها البعض، وقد استخدمت لأغراض سكنية ذات صلة بالحياة اليومية مثل : الطبخ والتدفئة الداخلية إلى جانب الإضاءة، حيث احتوت معظم المواقد على الفحم الذي كان يتخلل الرماد (النهار 1993 : 20 -31).

### الأدوات
.ولاحظ أن سكان الموقع قد توصلوا إلى صناعة الأدوات الفخارية وطورها محليًا في منتصف الألف السادس قبل الميلاد (كفافي 1990 : ص 148), مما يشير أنها صناعة محلية، كما استخدموا الأدوات المصنوعة من العجينة البيضاء (النهار 1993 : 12)، بالإضافة إلى استخدامهم أدوات الفترة السابقة.

### الفنون
فقد عثر في عين غزال على عدد من الدمى الطينية التي تمثل أشكال آدمية أو حيوانية، ومن أهم الدمى الآدمية التي أطلق عليها فينوس عين غزال، أما الدمى الآدمية فقد جاءت بأشكال مختلفة أحدها يمثل امرأة حامل، الأخرى لامرأة عارية. أما الدمى الحيوانية : تمثل وعل، وتم العثور على أساور مصنوعة من الحجارة والصلصال.(كفافي 1990 : ص 145) على طبيعة الزخرفة على إحدى أرضيات المبنى المنحني الذي تم الكشف عنه في المنطقة الشرقية، حيث تضمنت أرضية أقدم فترة في هذا المبنى وبلغ عرضها قرابة (8 سم) مطليًا بالصبغة الحمراء.وزخرفة هذا الشريط جاءت على شكل مربعات متميزة بخلفية بيضاء تمثل بدورها زخارف على شكل رقعة. وإن استخدام المغرة الحمراء في طلاء وزخرفة أرضيات وجدران القصارة الجيرية والتي شاعت منذ أقدم المراحل الاستيطانية في الموقع. ويبدو أن تغطية الأرضيات الكاملة كانت تتم بواسطة فرشاة إلى جانب أن هذا اللون هو كان المفضل في حالة الزخارف الهندسية والحيوانية، وهذا اللون استخدم في زخرفة وطلاء الأواني الفخارية لاحقًا في عين غزال .

### عادات الدفن
وجد اختلاف في عادات الدفن، حيث كان يتم الدفن الجثث بشكل جماعي ودون فصل الجماجم 

## العصر الحجري الحديث

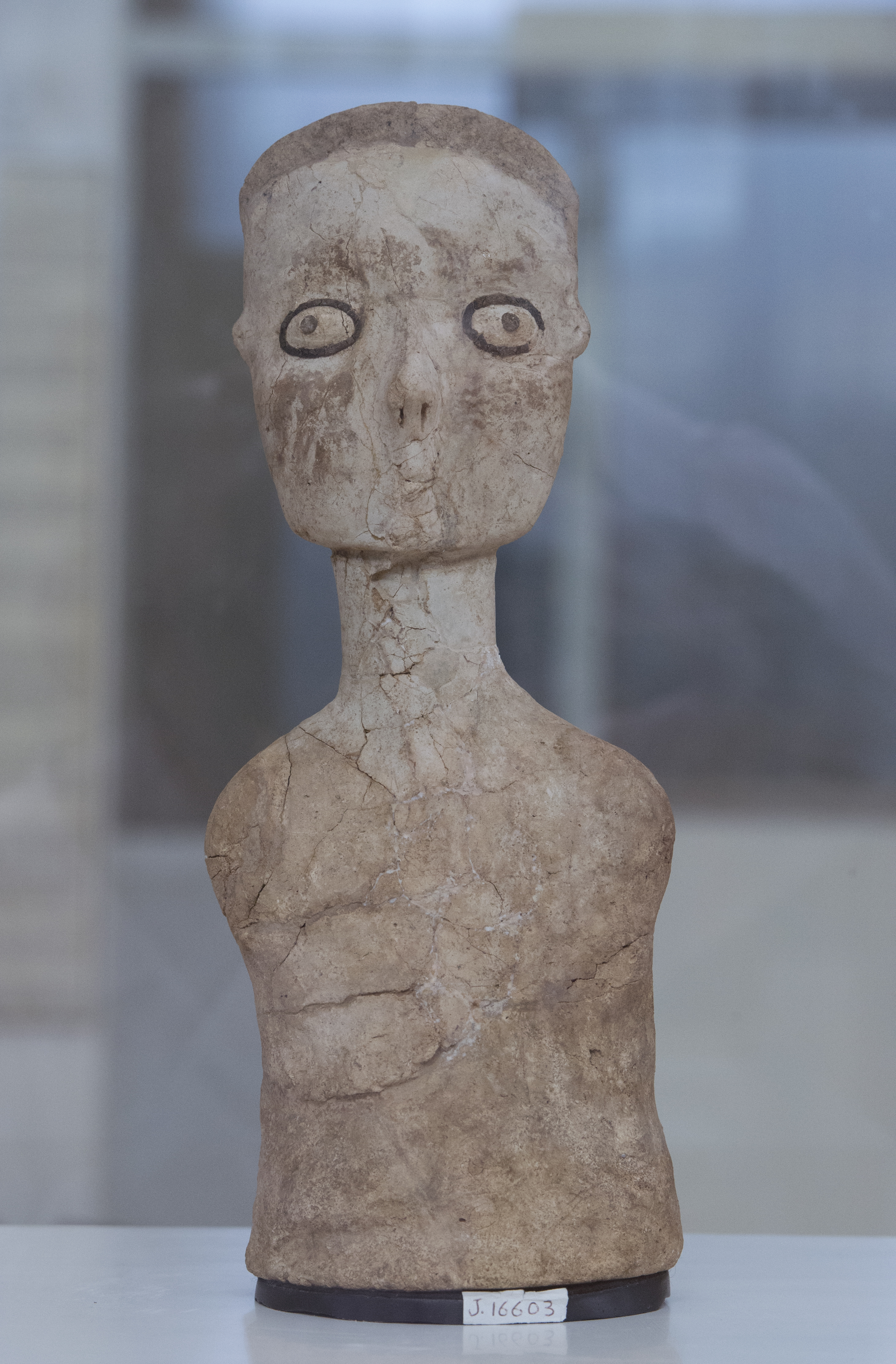
إحدى الصور الملتقطة في المتحف الأثري في عمان-عين غزال لأحد التماثيل ذات الرأس الواحد التي تعود إلى العصر الحجري الحديث قبل الفخار، تم إلتقاط الصورة بطريقة أمامية لتظهر التمثال بشكل كامل وتوضح عملية إبراز بعض ملامح الوجه وإخفاء الباقي

و يشمل الثقافة اليرموكية وقد مارس إنسان هذه الفترة الزراعة والرعي والصيد والجمع، لتأمين غذائه واستخدم أدوات الطحن والجرش البازلتية، لطحن الحبوب.وتميز فخار الثقافة اليرموكية بأنه مغطى بطبقة من الصلصال الأحمر، ومزخرف بزخرفة عظام السمكة الغائرة، وكانت عجينة الأواني الفخارية خشنة، وأضيف إليها القش والصوان المطحون أو الحجارة البازلتية الصغيرة جدًا. وكانت صناعتها يدويًا وقلما كان حرقها جيدًا، أما السكن فكان من الأبنية من الحجر الغفل تأخذ شكل مستطيل، واستعملت الحفر الأرضية لأغراض التخزين، وكان الميت يوضع بشكل قرفصائي تحت أرضيات المنازل . وفي هذه الفترة عاش سكان عين غزال في حياتهم الاقتصادية على الرعي الذي مورس من قبل مجموعة من الفلاحين أشباه الرعاة. .

### العمارة في عين غزال
حيث عثر على بيوت مستطيلة الشكل وبعضها يتكون إما من غرفتين أو ثلاثة غرف وكانت هناك ساحات أمام البيوت للنشاطات اليومية، كما عثر على طراز آخر من البيوت وهي البيوت الدائرية ذات الجدران المنحنية، وكانت البيوت متباعدة عن بعضها البعض، وكانت بالفترة اليرموكية. , في المنطقة الجنوبية تم العثور على بيت مستطيل الشكل مكون من غرفتين مبنيتين من الحجارة الغفل، ويفصل هاتين الغرفتين جدار يمتد من الشمال – الجنوب، ويتصل بينهما مدخل قطرة 1.25 م، وأبعاد الغرفة الشرقية 3.5 م، و5 م باتجاه شمال – جنوب. وكانت أرضيات الغرفة مبنية من الطين المرصوص، وعرض الجدران بلغ النصف متر، وعثر في أرضية الغرفة حجارة مثقوبة.وسكان عين غزال قد أعادوا استعمال البيوت التي كانت في الفترة السابقة، وذلك بإضافة بعض المداميك، واستخدم اليرموكيون الحفر المحفورة تحت الأرض لأغراض التخزين، . تعددت أشكال المباني خلال هذه المرحلة في المنطقة السفلى تم الكشف عن مسكن مستطيل الشكل ويتألف من ثلاثة غرف صغيرة بأحجام متساوية والأرضيات الغرف البناء جاءت مشكلة من مادة القصارة، وفي المنطقة نفسها تم العثور على بناء مستطيل لكنه غير مكتمل احتوى على بقايا من القصارة. . أقام سكان عين غزال خلال المرحلة اليرموكية في بيوت مستطيلة الشكل أو ذات المنحنى، وإعادة استخدام البيوت من المرحلة السابقة، وخصوصًا عمارة المرحلة (ج) من العصر فإن الثقافة اليرموكية هي تطور محلي ، وخلال هذه المرحلة قد استخدموا أرضيات مشكلة من قارة الجيرية ذات جودة عالية في المنطقة الوسطى، وهناك بناء فريد جاء عبارة عن مستطيل الشكل ذي جدران منحنية، فأرضيته شكلت من طبقة سميكة على نحو مخالف تمامًا لسماكة ارضيات هذه المرحلة , وفي المنطقة الشمالية تم الكشف عن مجمع ذي باحات مكشوفة، والغرفة الواحدة ذات جدران سميكة حافظت على بقائه وكانت القصارة من الحور الرديئة مما يشير إلى إمكانية وجود غرف بجانب هذا البناء، والمبنى الواقع إلى المنطقة الجنوبية مؤلف من ثلاثة غرف تصطف حول ممر مركزي طويل، ويؤرخ إلى المرحلة الثانية من العصر الحجري الحديث المبكر الثاني، وقد أعيد استخدامه بعد تعديله خلال هذه المرحلة، وقد عثر على آثار قصارة متساقطة، في حين الغرف الأخرى استخدمت كمخازن . هناك غياب واضح لجدران عولجت بالقصارة الجيرية، ففي المنطقة الوسطى كشف عن جدار ضخم، وبقايا لأرضيات متصلة، عند نقطة التقائها بقاعدة الجدار الداخلي المغطاة بنفس طبقة قصارة الأرضيات 
يلاحظ في عمارة المساكن خلال الفترة (ج) أن الأرضيات تخلو تمامًا من المواقد المرتبطة بها، ويرى المنقبون أن النشاطات المطبخية كانت تتم خارج المنازل، وعزز ذلك العثور على العديد من مواقد النار الدائرية في الباحة الخارجية لأحد المجمعات المؤرخة إلى هذه المرحلة في المنطقة الشمالية، والتي تشكلت من مادة القصارة الحور . وفي المنطقة الشرقية كشف عن بناء أرخ إلى هذه الفترة، بلغت أبعاده (6 * 5 م) وإن أرضية هذا المبنى من الطين المدكوك، وبالقرب من مركز الغرفة تم العثور على مذبح منخفض شكل من مادة القصارة الجيرية بلغ قطره تقريبًا (65 سم)، أحيط بواسطة بلاطات منبسطة من الحجر الجيري، وهناك دليل أن سطح المذبح تعرض للحريق، وعلى ما تقدم هناك دلائل على أن هذا المبنى يمثل معبدًا، وهذا المبنى المسور يعتبر من الشواهد المبكرة على وجود العمارة الدينية في عين غزال. وفي المنطقة الوسطى تم العثور على جدار ضخم يؤرخ إلى هذه المرحلة، حيث بلغت سماكة هذا الجدار قرابة (1.4 م) وعثر على 4 -5 مداميك من الحجارة، وقد عانى هذا الجدار من التدمير جراء استخدامه في مرحلة لاحقة .

### الأدوات
لقد صنع الإنسان أواني فخارية وأدوات الصوانية وأدوات الطحن والجرش وطورها لتلائم وحاجاته الزراعية، علمًا أن صيد الأسماك وجمع الثمار البرية بالإضافة إلى تربية المواشي كانت هي الأساس الذي اعتمده الإنسان لتامين غذائه، لقد تكونت الأدوات الصوانية من رؤوس السهام الصغيرة الحجم جدًا في بعض الأحيان وشفرات المناجل المسننة بشكل عميق وعلى شكل المنشار والمكاشط والمدببات والفؤوس. أما أدوات الطحن والجرش فقد تشكلت من الأدوات البازلتية خاصة على شكل بلاطتين توضع أحداهما فوق الأخرى والحبوب المراد جرشها ، وأظهرت الأدوات الصوانية اليرموكية استمرارية لطرق تصنيع بعض الأدوات التي ظهرت في فترة سابقة.وتختلف الأدوات المستعملة من موقع إلى آخر، جاءت عدد شفرات المناجل قليلة جدًا، وعثر على عدد من المثاقب ورؤوس الرماح والمكاشط ، وكان الفخار اليرموكي خشن العجينة. مصنوع يدويًا، محزز ومزخرف بزخارف على شكل ظهر سمكة، وقد دهن بلون أحمر غامق ., كانت مادة الجير هي المادة الغالبة في بنية الأواني، وهناك اختلاف على المستوى التقني أيضا وقد شكلت في الغالب وفق طريقة النحت التي قوامها حجر لين وهش.وقد عثر في الطبقات التي تعود لمرحلة العصر الحجري الحديث المبكر الثاني على العديد من الكسر التي تعود إلى الأواني البيضاء وتعود في مجملها إلى إطباق وزبادي وهذه الأنماط لم تخصص للاستخدام اليومي وإنما خصصت لأغراض أخرى  لكن كان الفخار هام من فترة العصر الحجري الحديث، حيث اكتشفت جرة يرموكية كاملة تقريبًا، تقف بشكل عمودي ومسنده، وعلى ما يبدو بداخلها حصى الكبير، بعد ذلك اكتشاف فخار بكميات كبيرة، ومن ضمنها الشقفات الفخارية القابلة للترميم التي أشارت إلى الكسر في موقعه الأصلي، الأوعية بأحجام كبيرة ومتوسطة 

### الحلي
وقد وجد عدد من الكسر تمثل حلي مشكلة من القصارة الجيرية، بالإضافة إلى خرز يمثل أشكال دائرية مثقوبة مشكلة من نفس المادة (طلفاح 1997 : 54)

### الفنون
وعثر على رؤوس نسائية، من الطين، متطاولة الشكل، عيونها كحبة القهوة، واكتشفت دمى نسائية كاملة ومنبسطة، ومختزلة لاسيما الدمى النسائية والوجوه البشرية المحفورة بالحصى، الدالة على عقيدة الخصب وعبادة إلهة إلام. المرحلة الثانية تطورت فأصبحت أحسن صنع وأكثر تنوعًا، وكان بعضها ملون ومزخرف، وبدت فيها التأثيرات من جبيل الواقعة على الساحل اللبناني. شهدت المرحلة الثالثة تطورًا في العمارة والفنون.  وأهم ما يميز الثقافة اليرموكية الدمى الآدمية الخاصة بأشكال أنثوية مصنوعة من الطين أو الحصى، ولها أعين شكل حبة القهوة أو نواة حبة التمر، وينتهي الرأس بشكل مثلث، إما الدمى الحيوانية فقد كانت على أشكال الأبقار والخنازير، وعثر على دمية صلصالية تمثل رأس طير , شكلت الدمى الآدمية والحيوانية الصغيرة عنصر بارز من مكتشفات عين غزال، وتعتبر مادة الطين هي المادة الغالبة إلا أن القصارة استخدمت في تشكيل الدمى حيث عثر على سبعة تماثيل آدمية صغيرة لا تتجاوز في حجمها 15 سم، بالإضافة إلى الدمية حيوانية واحدة جميعها من القصارة الجيرية .وقد استخدمت القصارة في تجديد سمات وجوه الأشخاص المتوفين خلال هذه المرحلة، حيث فسرتها العالمة كنيون أنها تمثل ظاهرة تقديس للأسلاف، وتطور هذا التفسير إلى أن الجماجم تمثل في الواقع أشخاص ذوي إنجازات متميزة .

### عادات الدفن
وفي السوية التي ترجع إلى العصر الحجري الحديث قبل الفخاري (ج) عثر على العديد من المدافن احتوت على ثلاثة وثلاثين هيكلًا عظميًا بشريًا، وتميزت باختفاء عادة فصل الجمجمة عن الجسد وبالمدافن الجماعية، وتمثلت المرفقات الجنائزية المكتشفة ببقايا عظمية لخنازير اشتملت على جمجمة، وفك سفلي وعظام متفرقة للخنازير . للفترة اليرموكية، إن جميع المدافن في عين غزال، فقدت كل الفروق الاجتماعية .

## الاقتصاد

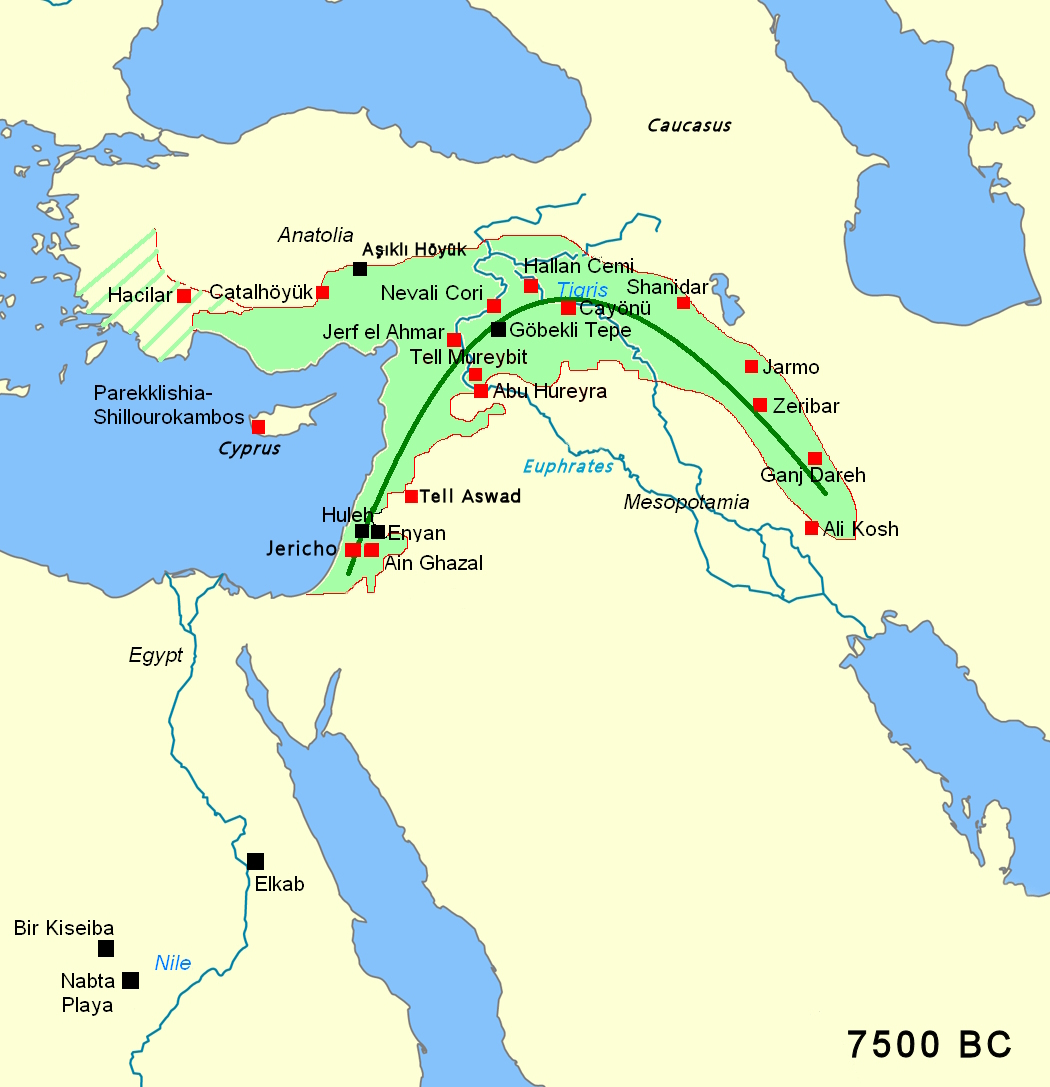
مساحة الهلال الخصيب ، حوالي 7500 قبل الميلاد، مع المواقع الرئيسية. تعد عين غزال أحد المواقع المهمة في فترة ما قبل الفخار في العصر الحجري الحديث. منطقة بلاد ما بين النهرين المناسبة لم يستقر بعد من قبل البشر.

كمجتمع زراعي مبكر، قام شعب عين غزال بزراعة الحبوب (الشعير والأنواع القديمة من القمح) والبقوليات (البازلاء والفاصوليا والعدس) والحمص في الحقول فوق القرية، والماعز. بالإضافة إلى ذلك، كانوا يصطادون الحيوانات البرية - الغزلان والغزال والفروسية والخنازير والثدييات الأصغر مثل الثعلب أو الأرنب.

## أهم الإكتشافات
من أهم الأكتشافات المقابر التقليدية والتي تشبه مقابر أريحا وهي أكبر بكثير من حيث المساحة من الأخيرة وذلك وفقًا لدراسات البعثات الأثرية في جامعة كولومبيا وجامعة تكساس واستخرج منها تماثيل بارتفاع ما يقارب 1.3 متر مصنوعة من الجص الليموني البلاستر،
من المواقع المشهورة التي تعود إلى هذه الحقبة قرية بسطة الأثرية قرب معان جنوب الأردن والبيضاء إلى الجنوب منالبتراء ووادي شعيب في مدينة السلط المطل على وادي الأردن والبحر الميت، كما تعتبر منطقة نهر الأردن من أهم المستوطنات للعصر الحجري الحديث.
تقسم طرق الدفن حسب أهمية الشخص في المقابر التي وجدت في هذه المستوطنة الحجريه وإن كانت نظرية بكل بساطة، ليست بالأكيدة ولكن لأن أساليب الدفن المتشابهة كانت تعمل لجثث الكبار والصغار والذكور والإناث على حد سواء فإن هذا يدل على وجود بنية طبقية وكذلك لا ننسى أن امتداد الاستيطان إلى ما يقرب ال 2000 عام قد أثر بتغيير أنماط الدفن ناهيك عن أسلوب البناء للأسف فإن المصادر العربية هي شحيحة حول الموضوع علمًا أن التماثيل معروضة في متحف عمان.

## انظر ايضا
أم الرصاص